# Glenn Buhr
Glenn Arthur Buhr (* 18. Dezember 1954 in Winnipeg, Manitoba) ist ein kanadischer Komponist und Pianist.

## Leben
Buhr studierte bis 1979 an der University of Manitoba bei Lawrence Ritchie und Casey Sokol, bis 1981 an der University of British Columbia bei William Benjamin und Stephen Chatman und bis 1984 an der University of Michigan bei William Albright, Leslie Bassett und William Bolcom. 
Er erhielt den Preis der SOCAN (für Beren und Lúthien), den Preis des CBC-Rundfunks für junge Komponisten (1984), den Preis des italienischen Wettbewerbes Pro Loco Corciano (1985) und für Tanzmusik den ersten Preis der American Harp Society (1986). Seit 1984 unterrichtet Buhr an der Wilfrid Laurier University in Waterloo, wo er 1998 den Titel eines University Research Professor erhielt und als Professor für Komposition wirkt.
1990 gründete Buhr mit Bramwell Tovey das Winnipeg New Music Festival, dessen Kurator er bis 1996 war. In der gleichen Zeit war er Composer in Residence des Winnipeg Symphony Orchestra. Danach wurde er Musikdirektor des St. Norbert Arts and Cultural Centre und künstlerischer Direktor des Festivals Music in the Ruins von Manitoba. Seit 2002 ist er Direktor für neue Musik des Kitchener-Waterloo Symphony Orchestra.

## Werke
- le rêve rêvient … für zwei Klaviere, 1981
- Epigrams, 1982
- Beren and Lúthien für großes Orchester, 1984
- The Ebony Tower für Altsaxophon, Kontrabass und Klavier, 1985
- Danses Abstraites für Flöte und Harfe, 1986
- Tanzmusik für Harfe, 1986
- The Tale of Tinúviel für Tenor und Harfe, (Text von J.R.R. Tolkien), 1986
- Lure of the Fallen Seraphim für großes Orchester, 1986–87
- Ecstasy für Orchester, 1988
- The Cycle of Spring für Mezzosopran, gemischten Chor und Orchester, 1988
- Kamamaya für gemischten Chor und Klavier, 1989
- Akasha für Orchester, 1989
- Jyotir für Orchester, 1989
- Variazioni für Viola und Klavier, 1989,
- Lacrimosa für Mezzosopran und Klavier, 1989
- Níniel für Sopran, Flöte, Oboe, Violine, Cello und Klavier, 1990
- Concerto für Trompete und Orchester, 1990
- Three Pieces für Streichorchester, 1991
- Double Concerto für Flöte, Harfe und Orchester, 1991
- Concerto für Klavier und Orchester, 1992
- String Quartet No. 1, 1992
- Interiors für Flöte, 1993
- Sonata für Violine, 1993
- Season of Spring Days für Mädchenchor und Klavier (Text von Matsuo Bashō), 1993
- The Jumblies für Sopran und Orchester (Text von Edward Lear), 1993
- winter poems für großes Orchester, 1994
- Concerto für Viola und Orchester, 1994
- Cathedral Songs für Kinderchor, Bläserensemble, Perkussionsensemble und großes Orchester, (Text von Margaret Sweatman), 1995
- Agnus Dei für gemischten Chor und Klavier, 1996
- faust flying für großes Orchester, 1996
- String Quartet No. 2, 'sixblues' , 1996
- foxnocturne für Klavier, 1996
- … through the heat we’re barely moving für Flöte, Klarinette, Violine, Viola, Cello, Klavier und Schlagzeug, 1997
- Symphony No. 1, 'shift' („de joie“), 1997
- Ritchot Mass für gemischten Chor und Streichquartett, 1997
- Three Songs für Mezzosopran und Streichquartett (Text von Margaret Sweatman), 1998
- Triple Concerto für Klarinette, Violine, Klavier und Orchester, 1999
- Licht und Schatten Fantasie für Flöte, Klarinette, Klavier, Schlagzeug, Streichquartett und Kontrabass, 1999
- Ricercare für Streichorchester, 2000
- Concerto für Violine und Orchester, 2000
- In gloriam für Cello und Orchester, 2000
- Gloria für Sopran, gemischten Chor und Orchester, 2000
- Two Pieces für Klavier (nach Preludium und Fuge g-Moll von Johann Sebastian Bach), 2000
- Serenade for J für kleines Orchester, 2001
- Symphony No. 2, 'Adagio pathétique' , 2001
- Two Songs with Doubles für Violine, Cello und Orchester, 2001
- Flux, Musical, 2001
- Chronicles and Laments für Klarinette und Streichquartett, 2001
- Beauty and the Beast, Ballett, 2002–03

## Diskografie
- Concerto. Christina Petrowska Quilico, Klavier; Bramwell Tovey und das Winnipeg Symphony Orchestra
- winter poems; The Jumblies; Concerto (viola); Beren and Lúthien. Tracy Dahl, Sopran; Neal Gripp, Viola; Bramwell Tovey und das Winnipeg Symphony Orchestra
- Improvisational Suite. Glenn Buhr, Klavier
- The Tale of Tinúviel; Variazioni; Ananda; Kamamaya. Anne-Marie Donovan, Mezzosopran; William Sperandei, Trompete; Neal Gripp, Viola; Glenn Buhr, Klavier; Victor Martens und die Laurier Singers
- Tanzmusik. Judy Loman, Harfe
- Three Songs; String Quartet Nos. 1-2; Ritchot Mass (original version). Anne-Marie Donovan, Mezzosopran; Penderecki String Quartet; Henry Engbrecht und die University of Manitoba Singers
- Danses Abstraites. Nora Shulman, Flöte; Judy Loman, Harfe
- foxnocturne. Shirley Sawatsky, Klavier
- Akasha; Jyotir; The Cycle of Spring; Lure of the Fallen Seraphim. Bramwell Tovey und das Winnipeg Symphony Orchestra

## Filmografie (Auswahl)
- 1998: The Clown at Midnight
- 2004: East of Euclid
- 2004: Seven Times Lucky
- 2006: Population 436
- 2007: Maneater